# Рудбар (Керман)
Рудбар (персијски: رودبار, такође романизован као Rudbar)  је град у и главни град округа Рудбар-е Џонуби, провинција Керман, Иран. Према попису становништва из 2006. године, имао је 8.275 становника у 1.677 породица.